# Багажът
Багажът е литературен герой (или най-малкото сандък с героично поведение) в романи от поредицата „Светът на Диска“ на британския писател Тери Пратчет.
Представлява сандък, направен от изключително рядко мъдро крушово дърво (интелигентно магическо растение, за което се знае че издържа на всякакъв вид магии и е почти изчезнало извън Ахатовата империя). Разполага със стотици малки розови крачета, чрез които се придвижва и то доста бързо при нужда. Често е описван като 15 сандък и 45 маниакален убиец. В състояние е да си придаде най-застрашително изражение, без дори да разполага с лице за целта.
Багажът играе едновременно ролята на багаж и бодигард на своя собственик. Той защитава яростно господаря си, като въобще не си поплюва и в поредицата за Светът на Диска убива или изяжда голям брой хора и зверове. В Последният континент например извлича на брега акули и скача върху тях, а в Магизточник става причината за утежняване положението на много застрашени от изчезване видове (т.е. прави ги още по-застрашени) като вазилиски, хидри и т.н. Устата му, нещото което много злодеи виждат за последен път, е пълна с бели квадратни зъби, между които понякога се показва пулсиращ червен като махагон език. Вътрешността на Багажа явно не се ограничава от външните му измерения и предлага много удобства: дори и веднага след поглъщанет на поредното чудовище, следващото отваряне на капака открива чистото и перфектно изгладено бельо на собственика му.
Най-важната черта на Багажа е, че следва своя собственик буквално навсякъде, включително на места като съзнанието на господаря си, извън Диска и владението на Смърт. Като всеки багаж, той непрекъснато се губи и му се налага да издирва собственика си.
Първоначалано Багажът се появява като спътник на туристът от Ахатовата империя Двуцветко в Цветът на магията. Той го придобива след като в магазина моли за „пътуващ багаж“ (и точно това и получава). При завръщането си у дома в края на Фантастична светлина Двуцветко го подарява на Ринсуинд, когото Багажът следва по-нататък в поредицата.
След посещение на Ринсуинд в Ахатовата империя („Интересни времена“) Багажът се влюбва в подобен женски сандък и e зает с размножително дърводелство.